# 熊本県道155号小川八代線
熊本県道155号小川八代線（くまもとけんどう155ごう おがわやつしろせん）は、熊本県宇城市から八代市に至る、かつて存在した一般県道である。

## 概要
2016年（平成28年）7月1日、一部区間が熊本県告示第658号により熊本県道155号氷川八代線が認定。

### 路線データ
- 起点：熊本県宇城市小川町小川（熊本県道32号小川嘉島線交点）
- 終点：熊本県八代市西宮町（西宮町交差点、国道3号交点、熊本県道158号中津道八代線終点）

## 歴史
- 2016年（平成28年）7月1日 - 熊本県告示第659号により廃止、一部区間は同日、熊本県告示第658号により熊本県道155号氷川八代線が認定[1]。

## 路線状況

### 重複区間
- 国道443号（八代市東陽町北 - 八代市東陽町南・東陽町南交差点）
- 熊本県道25号宮原五木線（八代市東陽町南）
- 熊本県道158号中津道八代線（八代市宮地町 - 八代市西宮町・西宮町交差点（終点））

## 地理

### 通過していた自治体
- 宇城市
- 八代郡氷川町
- 八代市

### 交差していた道路
| 交差していた道路                                           | 市町村名 | 交差していた場所 | 交差していた場所    |
| ---------------------------------------------------------- | -------- | ---------------- | ------------------- |
| 熊本県道32号小川嘉島線                                     | 宇城市   | 小川町小川       | 起点                |
| 国道443号 重複区間起点                                     | 八代市   | 東陽町北         |                     |
| 国道443号 重複区間終点 熊本県道25号宮原五木線 重複区間起点 | 八代市   | 東陽町南         | 東陽町南交差点      |
| 熊本県道25号宮原五木線 重複区間終点                        | 八代市   | 東陽町南         |                     |
| 熊本県道158号中津道八代線 重複区間起点                     | 八代市   | 宮地町           |                     |
| 国道3号 熊本県道158号中津道八代線 重複区間起点             | 八代市   | 西宮町           | 西宮町交差点 / 終点 |

### 交差していた鉄道
- 九州新幹線

### 沿線
- 八代市役所 東陽支所